# L’Ametlla del Vallès
L’Ametlla del Vallès ist eine katalanische Stadt in der Provinz Barcelona im Nordosten Spaniens. Sie liegt in der Comarca Vallès Oriental.

## Lage
L’Ametlla del Vallès liegt etwa 30 Kilometer nördlich von Barcelona zwischen den Tälern des Congost und des Tenes.

## Geschichte
Innerhalb der Gemarkung wurde ein jungsteinzeitliches Grab gefunden sowie Überreste von Siedlungen der Iberer und der Römer.
Zu Beginn des 10. Jahrhunderts gehörte L’Ametlla Emma von Barcelona, der Tochter des Grafen Wilfried I. (Guifré el Pilós), und Äbtissin des Klosters von Sant Joan de les Abadesses. Sie veranlasste den Bau der ersten Pfarrkirche Sant Genís.
Ab 1059 wurde L’Ametlla Bestandteil des Lehens und der späteren Baronie von Montbui. Die folgenden fünf Jahrhunderte verblieb L’Ametlla unter der Herrschaft der Barone von Montbui.

## Politik
Die Kommunalwahl 2007 ergab folgende Sitzverteilung im Gemeinderat:
1. PSC-PM: 6 Sitze
2. CiU: 4 Sitze
3. AIA: 2 Sitze (Autèntics Independents de l’Ametlla, unabhängige Liste)
4. GRA: 1 Sitz (Grup pel Rellançament de l’Ametlla, unabhängige Liste)

## Kultur und Sehenswürdigkeiten
Auf dem höchsten Punkt der Gemeinde steht die Pfarrkirche Sant Genís. Der ersten Kirchweihe 932 folgte 1123 nach größeren Um- und Ausbauten eine erneute Weihe durch Oleguer, dem Erzbischof von Tarragona. Von dieser alten Kirche finden sich nur noch Mauerreste im aktuellen Bau.
Das modernistische Rathaus des Architekten Raspall befindet sich im unteren Teil der Stadt.
Oberhalb des Ortes befindet sich in 370 m Höhe die bereits im 12. Jahrhundert erbaute Einsiedelei Sant Nicolau.

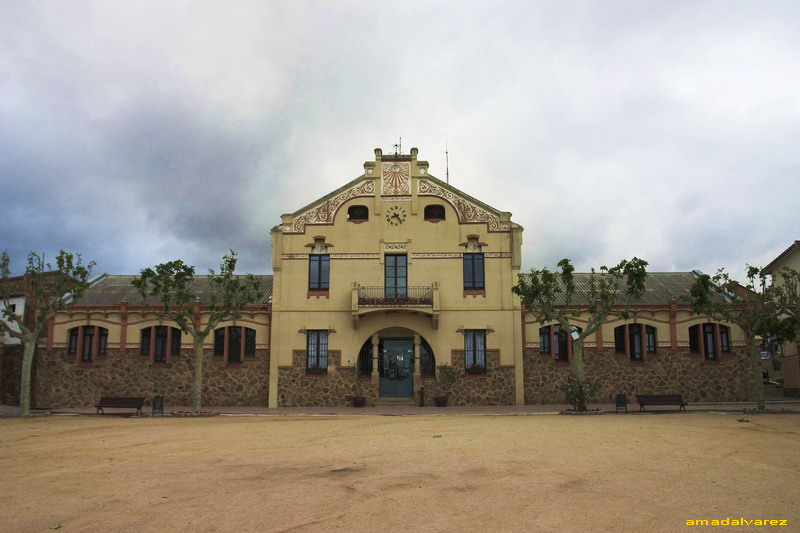
Das Rathaus von L’Ametlla del Vallès
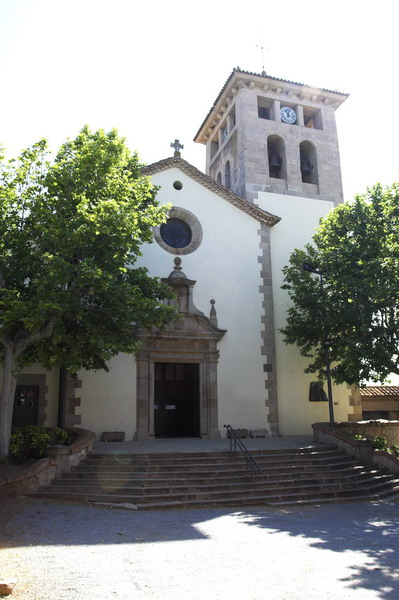
Pfarrkirche Sant Genís in L’Ametlla del Vallès

## Wirtschaft und Verkehr
Die Fernstraße C17 stellt die Hauptverbindung mit Barcelona, Vic und den Pyrenäen dar. Entlang dieser Straße haben sich zahlreiche Betriebe angesiedelt, unter anderem der Lebensmittel- und Möbelindustrie.
Die Gemarkung ist auf rund 450 ha bewaldet, überwiegend mit Pinien, teilweise auch Eichen. Das vorhandene Grundwasser erlaubt den Gartenbau auf rund 30 ha. Darüber hinaus wird überwiegend Getreide, Wein, Oliven und Mandeln angebaut.